# PFC Arsenal Tula
El PFC Arsenal Tula (del ruso: ПФК Арсенал Тула) es un club de fútbol ruso de la ciudad de Tula, fundado en 1946. El club disputa sus partidos como local en el estadio Arsenal y juega en la Primera División de Rusia, la segunda categoría en el sistema de ligas ruso.

## Historia
El club fue fundado en 1949 como Zenit Tula, sin embargo entre 1959—1961 fue renombrado Trud. El club volvió a cambiar de nombre a Shakhtër Tula en 1962—1963, Metallurg en 1964—1973, Mashinostroitelʹ en 1974—1978, TOZ en 1979—1983 y Arsenal desde 1984. En 2005 el club se negó a participar en la Primera División debido a la falta de fondos y abandonó el torneo de segunda división. Después de la temporada 2006, el equipo fue refundado como Oruzheynik, pero en noviembre de 2011 se anunció que el club recuperaba su más reciente denominación, Arsenal Tula.
Boris Gryzlov fue el autor de la reactivación del Arsenal Tula, un expresidente de la Duma del Estado y ahora presidente del Consejo Supremo del partido Rusia Unida. El 4 de octubre de 2011, durante una reunión con el presidente de honor de la Federación de Fútbol de Rusia Vyacheslav Koloskov, anunció planes para reactivar el primer equipo en la región de Tula.
El 18 de junio de 2012 el Arsenal Tula pasó el procedimiento de concesión de licencias para el sorteo del campeonato de segunda división en la temporada 2012-13.

## Historial de nombres
- 1946-1958: FC Zenit Tula
- 1959-1961: FC Trud Tula
- 1962-1963: FC Shakhtyor Tula
- 1964-1974: FC Metallurg Tula
- 1975-1979: FC Mashinostroitel Tula
- 1980-1983: FC TOZ Tula
- 1984-2006: FC Arsenal Tula
- 2007: FC Oruzheynik Tula (basado en el equipo y gerencia del FC Arsenal Tula, pero no es considerado el equipo sucesor legal del Arsenal)
- 2008-2012: FC Arsenal-Tula (basado en el equipo y gerencia del FC Oruzheynik Tula, pero no es considerado el equipo sucesor legal del Oruzheynik)

## Palmarés
| Competición nacional   | Títulos                                     | Subcampeonatos    |
| ---------------------- | ------------------------------------------- | ----------------- |
| Segunda División (0/2) |                                             | 2013-14, 2015-16. |
| Tercera División (3/0) | 1997 (Este), 2003 (Este), 2012-13 (Centro). |                   |

## Participación en competiciones de la UEFA
| Temporada | Torneo             | Ronda             | Club   | Casa | Visita | Global |
| --------- | ------------------ | ----------------- | ------ | ---- | ------ | ------ |
| 2019–20   | UEFA Europa League | 2ª Clasificatoria | Neftçi | 0–1  | 0–3    | 0–4    |